# Wade Hampton Frost
Wade Hampton Frost (3 mars 1880 - 1er mai 1938) est un scientifique américain.

## Biographie
Il est né à Marshall, en Virginie. Il est le fils d'un médecin de campagne. Avant l'université, il est d'abord scolarisé à la maison par sa mère, puis passe les deux dernières années en internat. Il obtient son BA en 1901 et son MD en 1903, tous deux de l'Université de Virginie.
Il est le premier chargé de cours résident à la Johns Hopkins School of Hygiene and Public Health et est ensuite professeur d'épidémiologie. Frost est président du département d'épidémiologie de 1919 à 1938 et doyen de l'école de 1931 à 1934. Son travail comprend des études sur l'épidémiologie de la poliomyélite, de la grippe, de la diphtérie et de la tuberculose. En 1906, Frost participe à la lutte contre une épidémie de fièvre jaune aux États-Unis. Il contribue également aux enquêtes sur le terrain concernant les épidémies de typhoïde et la pollution de l'eau en appliquant ses connaissances des techniques de laboratoire de microbiologie. La vie personnelle de Frost est rarement évoquée, mais l'une des raisons présumées pour lesquelles il se concentre sur la tuberculose est qu'il avait reçu un diagnostic de tuberculose pulmonaire naissante alors qu'il avait la trentaine. Il a dû passer plusieurs mois dans un sanatorium lorsqu'il a été diagnostiqué. Il est souvent considéré comme le père de l'épidémiologie moderne. La bibliographie de Frost comprend 57 publications scientifiques. Il meurt à Baltimore, Maryland, le 1er mai 1938, d'un cancer de l'œsophage.